# Сергиенко, Ксана
Оксана Витальевна Сергиенко, более известная как Ксана Сергиенко (род. 7 мая 1984, Миргород, УССР, СССР) — российская, украинская и американская певица, поэтесса и актриса «Ленинград Центра». Участница шоу «Голос», «Точь-в-точь» и «Три аккорда».

## Биография
Родилась в украинском городе Миргороде. В 6 лет пошла в музыкальную школу, через два года стала солисткой детского хора «Родничок». В 12 лет записала первую сольную песню и выступила с ней на местных телеканалах.
В 1997 году стала победителем международного конкурса «Маленький принц», проходившем в Румынии. В 15 лет одержала победу на молодёжном фестивале «Черноморские игры».
Окончив 9 классов, поступила в эстрадно-цирковой колледж в Киеве. На третьем курсе, в 2003 году, приняла участие в телешоу «Народный артист». В том же году уехала работать в Нью-Йорк, где сотрудничала с Марком Хелсом. Семь лет проработала в клубе Rasputin. В 2005 году поступила на учебу в New School of Music.
В 2009 году начала сотрудничество с лейблом Lizard King Records и стала вокалисткой группы Oxzana Band. В Нью-Йорке записала свой дебютный альбом Running the asylun, который был переиздан в 2017 году в России. В США была удостоена премии New Music Seminar в номинации «Открытие года».
В 2014 году приняла участие в американском шоу «The Voice», но уехала в Россию, чтобы стать участницей российского аналога шоу — «Голос». Дойдя до полуфинала  под руководством Димы Билана, выбыла из шоу.
Зимой 2015 года начала сотрудничество с Вадимом Колчковым и выпустила сингл «Отпусти», а позже и клип на композицию. В том же году записала дуэт с Александром Панайотовым на песню «Лабиринт». 29 апреля состоялся сольный концерт певицы в Crocus City Hall. На день рождения певице подарили сертификат о присвоении одной из звёзд в созвездии Тельца имени «Ксана» с занесением в «Универсальный звёздный каталог». Сергиенко стала одной из моделей для женского белья Estelle Adony и выпустила коллекцию аксессуаров. В конце года приняла участие в третьем сезоне телешоу «Точь-в точь», войдя в шестёрку лучших участников.
В 2016 году приняла участие в четвёртом сезоне того же шоу, заняв третье место. В том же году выпустила сборник песен «Голос любви». В сентября участвовала в детском фестивале «Наследники традиций» в качестве ведущей. В декабре стала членом жюри конкурса «Лучший голос Крыма». Также принимала участие в церемонии открытия «Чемпионата мира — 2016» по хоккею с мячом.
В феврале 2017 года совместно с Глебом Матвейчуком выступила на закрытии «Военных игр» в Сочи. Затем стала актрисой труппы «Ленинград Центр»», сыграв главную роль в шоу «Прекрасная М». Также была задействована в спектаклях Lovesick, Timeless, «Портфолио». В сентябре 2017 года выступила на фестивалях «Амурская осень» и «Меридианы Тихого» в качестве приглашённой гостьи. В 2018 году выпустила песню «На мизинцах» и видеоклип на неё.
2018–2023: Отправляется в международный тур в рамках «Enchanted Voices of Enigma», «очаровывая мировую аудиторию своими неземными вокальными выступлениями».
В 2019 году участвовала в четвёртом сезоне шоу «Три аккорда». 9 марта 2020 года презентовала русскоязычный альбом «ЛД», выпущенный в 2019 году.
2021–2022: Гастроли по стране с трибьют-проектом симфонического оркестра «Roxette».
В 2022 году переезжает в Майами, Флорида, США, чтобы продолжить карьеру.
В 2023 году начинает сотрудничать с престижным Симфоническим оркестром Майами, смешивая классические и современные стили.
2022–2024: Создает и продюсирует собственные инновационные шоу, в том числе «Timewave», «Golden Hits Project», «Jazzby», «Heart of Rock» и «Voice of Classic and Rock»
В 2024 году запускает собственную продюсерскую компанию полного цикла «Grammy Club Miami», специализируется на вокале, написании песен и создании шоу..
Восстанавливает свой артистический стиль, выпустив EDM-трек «Inspire».
Продюсирует и играет главную роль в шоу «After Dark» в Лас-Вегасе, объединяющем музыкальное и исполнительское мастерство.
Исполняет две главные роли, Цитель и Фруму Сару, в культовом мюзикле «Скрипач на крыше».

## Личная жизнь
Ксана не замужем.

## Дискография

### Альбомы
- 2019: ЛД[62]
- 2020: Ловец снов (совместно с Евгением Соколовским)[63]